# 科馬里夫 (文尼察區)
49°8′30″N 28°39′50″E / 49.14167°N 28.66389°E
科馬里夫（烏克蘭語：Комарів）是位於烏克蘭西南部文尼察州文尼察區的村莊，始建於1775年，面積2.19平方公里，海拔高度287米，2001年該城鎮人口1,190。